# Girlys Blog
Girlys Blog was een Nederlands Instagram- en YouTube-kanaal van de Amsterdamse beste vriendinnen Jade van Weel (2004) en Gina Singels (2004). In de kanalen werd gesproken over mode, make-up, eten en reizen. 

## Geschiedenis
Als tienjarigen startten Singels en Van Weel in 2015 het Instagram-account Girlys Blog. In 2016 volgde een vlog op YouTube. In 2018 nam het duo een single op, 'Landen op Ibiza', dat 8,3 miljoen keer bekeken werd op YouTube. De meiden lanceerden tevens een webwinkel, waar kleding gekocht kon worden met het logo van Girlys Blog.
Het duo won gedurende haar bestaan verschillende prijzen: meerdere VEED Awards, een ZAPP Award en de Nickelodeon Kids’ Choice Award. In het boek YouTube Top 100 2019 staat het duo genoemd op plaats 15.
Girlysblog had op haar hoogtepunt meer dan 400.000 abonnees op YouTube en meer dan 250.000 volgers op Instagram.
Met een afscheidsvlog in december 2022 zetten Singels en Van Weel hun activiteiten voor Girlys Blog stop. 

## Prijzen
- VEED Award Beste Nieuwkomer 2017[2]
- VEED Award Beste Kanaal 2018[2]
- VEED Award Beste Instagrammer 2019[2]
- ZAPP Award Beste YouTuber 2019[2]
- Nickelodeon Kids’ Choice Award Favoriete internetster Nederland & België 2018[3]